# Maurice Stiassnie
Maurice Stiassnie (1851-1930) est un opticien, constructeur de microscopes à Paris à la fin du XIXe siècle et au début du XXe siècle. Il succède à Constant Verick en 1885 et son entreprise est reprise par ses fils en 1922. Sous l'appellation « Stiassnie Frères », l'entreprise continue à produire des microscopes de qualité et des appareils périphériques pour les biologistes jusque dans les années 1950.
Un portrait en bas-relief de Maurice Stassnie, sculpté en 1909 Frédéric de Vernon, est conservé au musée d'Orsay.

## Biographie
Maurice Stiassnie est né en 1851 à Damboritz (Dambořice) en Moravie, alors partie de l'Empire Austro-Hongrois, aujourd'hui en République Tchèque, à 30 km au Sud-Est de Brno. Il est fils de Salomon et Fanni Stiassnie, cultivateurs.
On ignore quand et comment Maurice Stiassnie est arrivé à Paris. Il est employé de, puis associé à Constant Verick, fabricant d'instruments d'optique, établi rue de la Parcheminerie no 2 à Paris. Presque tous les sites de vente de microscopes rapportent que Stiassnie serait le gendre de Verick,, ce qui est faux. 
Le registre des mariages du 5e arrondissement de Paris indique que Maurice Stiassnie s'est marié le 9 juillet 1878 avec Rosinne Jungreitmayer, orpheline, née à Vienne (Autriche) le 11 février 1857. De cette union sont nés quatre enfants : André Constant, le 18 mars 1879, Marguerite Claire, le 7 mai 1880, Henri Jacques, le 7 décembre 1887, et Gilbert Maxime, le 8 août 1888.
À la date de leur mariage, Rosinne habite rue de la Parcheminerie no 2 et est dite « sans profession ». En l'absence d'information précise, on peut supposer qu'elle était employée de maison chez Verick, dont l'épouse était autrichienne. Stiassnie, austro-hongrois lui-même, travaillant chez Verick, a probablement rencontré sa future épouse dans la maison-atelier de son employeur.
Maurice Stiassnie meurt à Monaco en 1930.

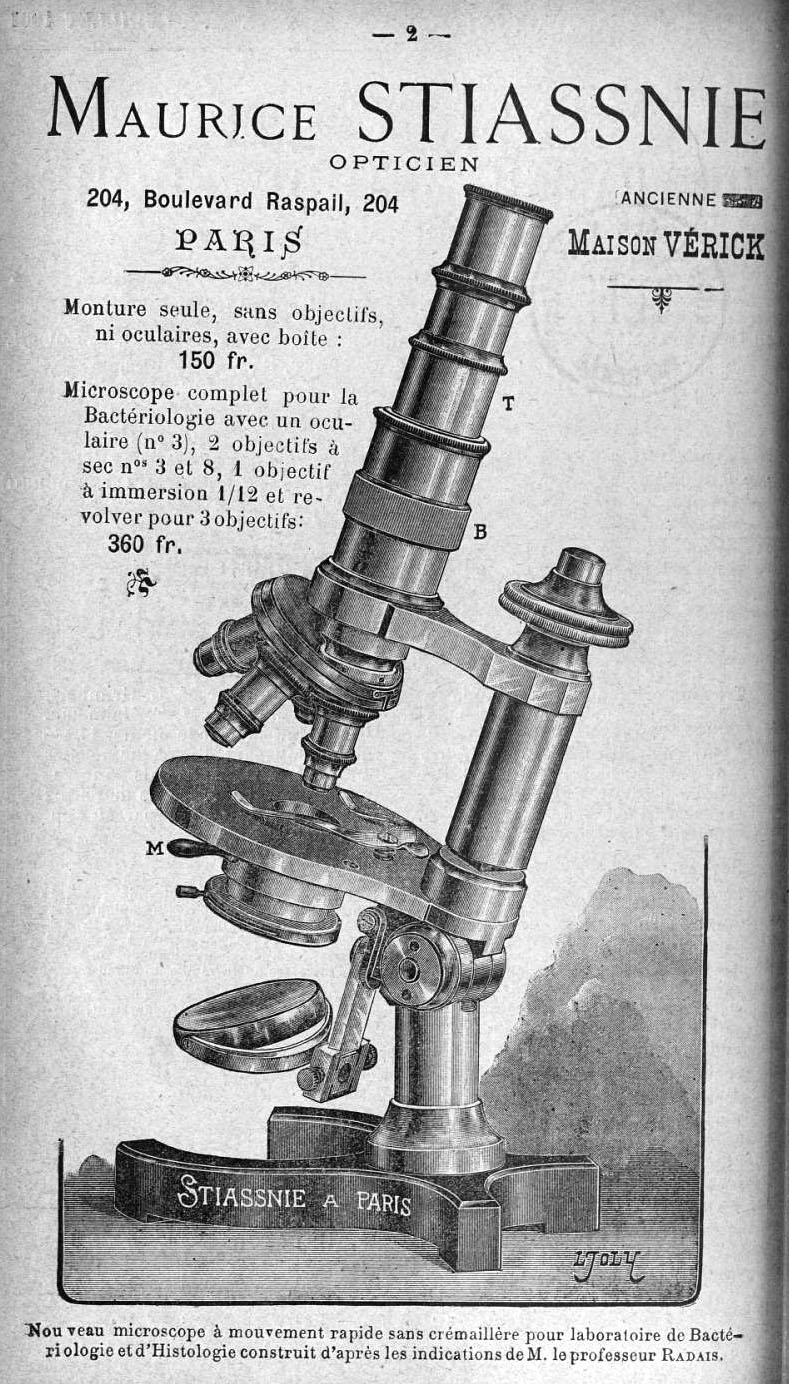
Publicité pour les microscopes Verick-Stiassnie_paru dans le Journal de Pharmacie et de Chimie 6e série, 15 décembre 1901

## Maison Verick, Stiassnie successeur (1885-1921)
Maurice Stiassnie, employé, associé, puis successeur de Constant Verick s'inscrit dans une lignée de constructeurs de microscopes, principalement allemands ou autrichiens, initiée par Georg Oberhaüser en 1822. Constant Verick, seul français de naissance dans cette lignée, s'honorait d'avoir été l'élève spécial d'Edmund Hartnack, lui-même associé, neveu par alliance et successeur d'Oberhaüser, après avoir travaillé pour Heinrich Daniel Rumhkorff, un autre allemand, célèbre constructeur d'appareils scientifiques, installé à Paris.
La date à laquelle Maurice Stassnie a pris la succession de Constant Verick n'est pas connue avec précision, 1882 ou 1885 ? Il semble qu'ils se sont associés en 1882 et que Stiassnie a succédé à Verick en 1885. Le catalogue de 1885 est toujours intitulé "Maison Vérick". Lorsque Stiassnie prend les rênes de l'entreprise, la "Maison Verick, Stiassnie successeur" s'installe au 43, rue des Écoles. Il est indiqué dans les registres de l'état civil du 5e arrondissement de Paris que les deux premiers enfants Stiassnie sont nés rue de la Parcheminerie no 2 alors que les deux autres sont nés rue des Écoles no 43. 
À l'exposition universelle de 1889 à Paris, Maurice Stiassnie présente ses productions pour lesquelles il reçoit une médaille d'or: 
« MM. Verick et Stiassnie sont particulièrement réputés à juste titre pour leurs objectifs à grands angles d'ouverture, objectifs donnant des grossissements puissants, sans altérer exagérément l'éclairage. Ils ont, les premiers chez nous, construit l'appareil condenseur Abbé et les objectifs à immersion homogène dans l'huile. Ils ont perfectionné l'hématimètre ou compte-globules de Malassez et l'hématoscope ou hémochromomètre du même auteur. Enfin ils ont lancé les microtomes mécaniques et fait beaucoup pour la photographie microscopique. »
Vers 1900, l'entreprise s'établit au no 204, boulevard Raspail à Paris. Le fils aîné de Maurice Stiassnie, Henri-Jacques, semble avoir été médecin. Il figure dans la liste des anciens internes en médecine des Hôpitaux de Paris en 1919. Les deux autres frères, André Constant et Gilbert Maxime, créent, en décembre 1919, une société en nom collectif ayant pour objet l'exploitation d'un fonds de commerce d'opticien sous la raison sociale STIASSNIE FRERES.   

## Stiassnie Frères (1922-1954)
En 1922, l'entreprise est installée 67, boulevard Auguste-Blanqui. Le statut de la société est transformé en société à responsabilité limitée au 1er janvier 1930. À partir de cette date, Gilbert Maxime Stiassnie est le seul gérant.  
Gilbert Maxime Stiassnie, officier de la Légion d'honneur, meurt à Paris le 20 février 1954. Sa notice nécrologique dans les Annales de l'Institut Pasteur nous apprend qu'il était ancien élève de l’École Polytechnique où il était entré en 1910, qu'il avait fait la guerre comme officier d'artillerie et qu'il avait été blessé deux fois. Après la guerre, il avait complété sa formation pendant un an en 1921 à l'Institut d'Optique avant de succéder à son père. Il construit alors différents microscopes adaptés aux usages de l'Institut Pasteur, en particulier un modèle pour les études sur les maladies tropicales, un microscope de voyage et un microscope binoculaire de laboratoire. 
En 1940, Maxime Stiassnie refuse de collaborer avec l'occupant. Son entreprise est fermée. Le matériel et le personnel sont dispersés. La production s'arrête pendant quatre ans. En 1945, il lance la fabrication, avec un outillage de fortune, d'appareils d'identification des armes laissées par les combattants. Il est soutenu par les Américains. Puis les employés reviennent et la production d'appareils d'optiques redémarre. Stiassnie entretient des liens étroits avec ses techniciens et vérifie personnellement la finition des appareils. Il jouit aussi d'une grande considération parmi les biologistes de l'Institut Pasteur. 
La société  Stiassnie Frères subit la rude concurrence des fabricants allemands et cesse ses activités, probablement à la mort de son directeur.

## Société nouvelle de microscopie Stiassnie (1960?-1980?)
Une "Société nouvelle de microscopie Stiassnie", dont le siège social est situé 118, rue de Flandre à Paris XIXe, est lancée dans les années 1960 mais fait faillite à la fin des années 1970,.